# Bastian Trinker
Sebastian „Bastian“ Trinker (* 11. Mai 1990 in Pörtschach am Wörther See) ist ein ehemaliger österreichischer Tennisspieler.

## Karriere
Trinker spielte fast ausschließlich auf der ITF Future Tour und der ATP Challenger Tour. Auf der Future Tour gewann er neun Einzel- und vier Doppeltitel, Challenger gewann er in seiner Karriere nicht. 2015 kam er in München als Lucky Loser zu seinem Debüt auf der ATP World Tour, nachdem er in der Qualifikation eigentlich gegen Radek Štěpánek verloren hatte. In der Auftaktrunde verlor er mit 2:6, 6:7 (3:7) gegen Fabio Fognini. Ende des Jahres hatte er in Umag einen weiteren Auftritt auf der ATP-Ebene. Nach überstandener Qualifikation besiegte Trinker den ehemaligen Top-10-Spieler Michail Juschny in drei Sätzen, ehe er Gaël Monfils im Achtelfinale mit 3:6, 0:6 unterlag. Ende des Jahres erreichte er Platz 241, sein Karrierehoch. Weitere Matches auf diesem Niveau spielte er nicht mehr. 2016 war Trinker vor allem auf der Challenger Tour aktiv, wo er in Anning erstmals ein Viertelfinale erreichte. 2017 fiel er aus den Top 500, 2018 nahm er an keinem Turnier teil und war nicht mehr in der Rangliste notiert. 2019 kehrte er für zwei Turniere zurück, spielte aber erneut lange Zeit kein Turnier mehr. 2021 gab er den Rücktritt vom Profitennis bekannt. Als Grund gab er anhaltende Verletzungsprobleme an.